# 110742 Tetuokudo
110742 Tetuokudo è un asteroide della fascia principale. Scoperto nel 2001, presenta un'orbita caratterizzata da un semiasse maggiore pari a 3,1538718 UA e da un'eccentricità di 0,1149612, inclinata di 15,41948° rispetto all'eclittica.
L'asteroide è dedicato all'astrofilo giapponese Tetuo Kudo .